# إدوارد برايس
إدوارد برايس (بالإنجليزية: Edward Brice)‏ (1 سبتمبر 1849 - 14 نوفمبر 1918) هو لاعب كريكت بريطاني (وحمل سابقاً جنسية المملكة المتحدة لبريطانيا العظمى وأيرلندا).

## وصلات خارجية
- إدوارد برايس على موقع إي آس بي آن كريك إنفو (الإنجليزية)